# Lac Epulafquen
Le lac Epulafquen est situé au sein du parc national Lanín, dans la province argentine de Neuquén, en Patagonie. 

## Géographie

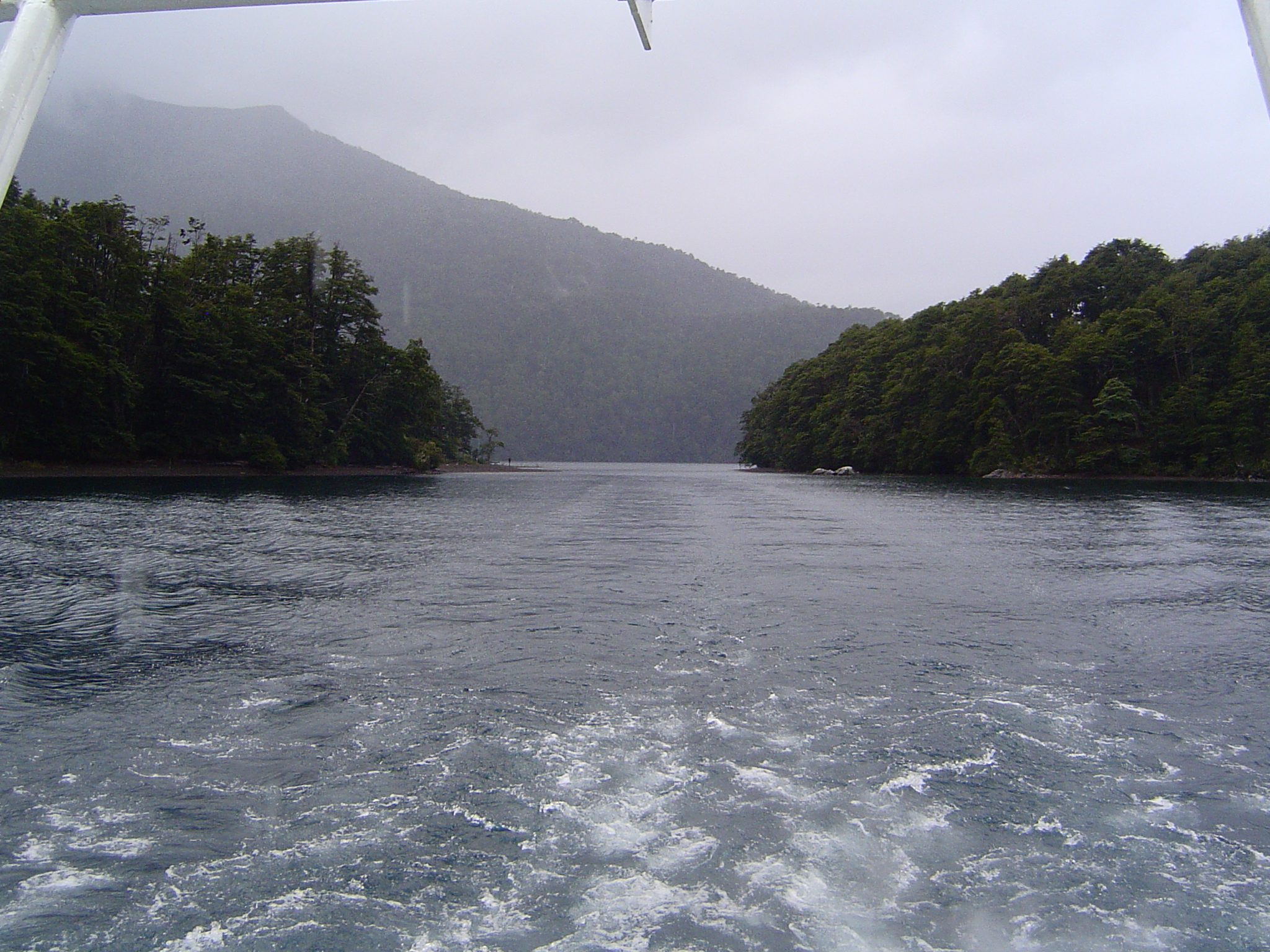
Détroit séparant les lacs Huechulafquen et Epulafquen.

Il fait partie d'un important système lacustre avec les lacs Paimún et Huechulafquen, dont il est le prolongement, séparé par un détroit très étroit.
Une des attractions les plus remarquables de ce lac est une énorme coulée de lave en forme de delta pénétrant dans le lac au niveau de sa rive sud. Elle provient d'une ancienne éruption volcanique survenue au XIXe siècle du volcan Achén Ñiyeu, un des volcans du groupe du volcan Huanquihue.  
Le lac Epulafquen est entièrement situé au sein du parc national Lanín. 

## Tributaires
Quelque 350 mètres à l'ouest du lac, à proximité immédiate de la frontière chilienne, se trouve le lac Carilafquén qui lui donne ses eaux par un court émissaire.
Le lac reçoit aussi, du côté sud, les eaux de l'émissaire du lac Curruhué.